# Rathaus Weixdorf

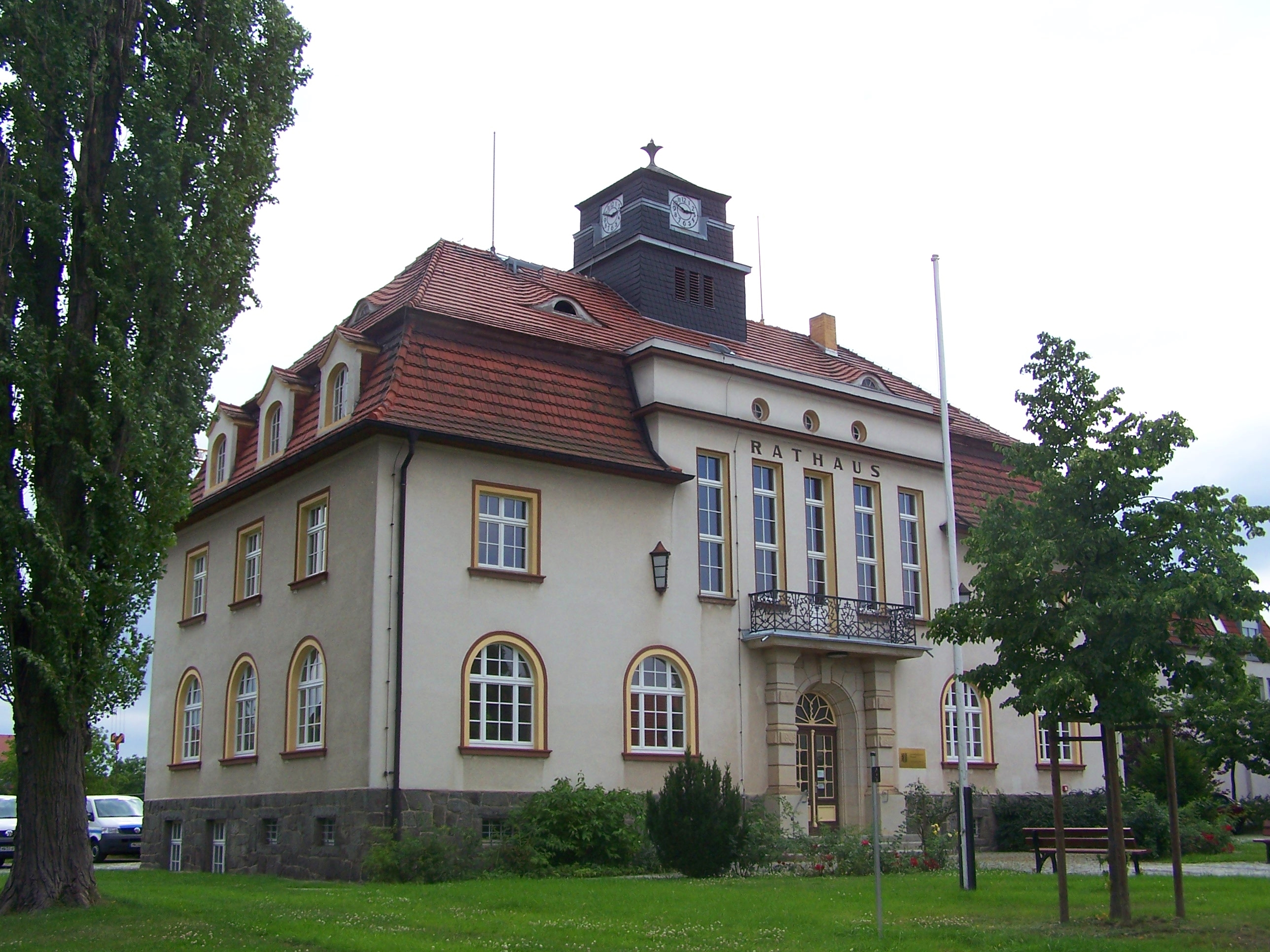
Rathaus Weixdorf (2008)

Das Rathaus Weixdorf war bis 1998 das Rathaus der bis dahin selbständigen Gemeinde Weixdorf und ist nach deren Eingemeindung nach Dresden seit 1. Januar 1999 der Sitz der örtlichen Verwaltungsstelle der Ortschaft Weixdorf, seit 2014 auch der Ortschaften Langebrück und Schönborn. Das denkmalgeschützte Gebäude wurde 1927 errichtet und 2011 fachgerecht saniert. Besonderheit des Gebäudes ist, dass das Sitzungszimmer des Gemeinderates, heute des Ortschaftsrates, im Stile des Art déco eingerichtet wurde und damit eines der wenigen Stilbeispiele dieser Epoche in Dresden ist; es ist überdies nach allen gesellschaftlichen und architektonischen Umbrüchen noch heute (2023, 95 Jahre nach seinem Bau) authentisch erlebbar.

## Geschichte
Die bis dahin selbstständigen Gemeinden Lausa (mit Friedersdorf), Weixdorf und Gomlitz wurden am 1. Juli 1914 zur Gemeinde Lausa verschmolzen, die 1938 in Weixdorf umbenannt wurde. Nach der Verschmelzung wurde die Verwaltungsstelle der Gemeinde Lausa in der alten Schule an der Kirche zunächst weiter genutzt, der Gemeindevorstand und Standesbeamte Karl Pietsch führte auch die Geschäfte weiter. Am 2. Januar 1915 trat der erste berufsmäßige Gemeindevorstand, Gustav Grunewald, sein Amt an.
Die dezentrale Lage der Verwaltungsstelle, die beengten Räumlichkeiten und die stets wachsende Zahl von gemeindlichen Aufgaben sowie die Aufgaben der neu gegründeten Sparkasse von Lausa veranlassten Grunewald, am 23. Dezember 1916 öffentlich bekannt zu machen, dass Räume für eine neue Verwaltungsstelle angemietet werden sollen. Aus den eingegangenen Angeboten wurden am 11. März 1917 öffentlich vorgestellt und tags darauf fasste der Gemeinderat den Beschluss, Räume in der (damaligen) Königsbrücker Straße 77 anzumieten, diese umzubauen und dorthin das Gemeindeamt zu verlegen; der Umzug fand vom 5. bis 7. September 1917 statt. 
Dies erwies sich schon während der Zeit des Ersten Weltkrieges als zu klein, da die Anforderungen an die Gemeinde immer weiter zunahmen, was nach dem Krieg sich durch weitere Zuweisung von Pflichtaufgaben noch weiter erhöhte: Politische und wirtschaftliche Situation verhinderten jedoch eine Lösung.
Erst 1923 konnte der neue Bürgermeister Albert Ernst einen Lösungsvorschlag unterbreiten: Er beantragte vor dem Gemeinderat am 23. März 1923 den Antrag auf Bau eines Rathauses mit ausreichend Verwaltungsräumen sowie der Einrichtung eines Sitzungszimmers. Dem folgte der Gemeinderat und beauftragte die Architekten Siegfried Koritzki und Willi Metzler mit der Erarbeitung je eines Entwurfes. 
Erst vier Jahre später, am 25. April 1927, wurde nach mehreren Diskussionen und der Sicherung der Finanzierung schließlich der Entwurf von Willi Metzler angenommen, der Bau beschlossen und ein Baudarlehen von 100.000 Reichsmark aufgenommen. Die Ausführung wurde der Lausaer Baufirma Karl Wustmann übertragen. Am 21. Juli 1927 war Grundsteinlegung und am 27. August des gleichen Jahres Richtfest. Eingeweiht wurde das Gebäude als Rathaus Lausa am 4. April 1928, umbenannt in Rathaus Weixdorf (obwohl es auf Lausaer Flur liegt, dem größten Ortsteil) wurde es 1938.
Unabhängig von internen Umstrukturierungen wird es als Verwaltungsgebäude genutzt.

## Gebäude
Aufgrund der Umbenennung der Gemeinde 1938 trägt das Rathaus am Weixdorfer Rathausplatz 2 heute den Namen Weixdorfs, obwohl es sich in der Gemarkung Lausa befindet. Der ausgeführte Entwurf von Willi Metzler, der außen bestimmte Elemente der Neorenaissance, aber auch der typischen Architektur der 1920er Jahre sowie des ländlichen Baustiles aufnimmt, aber auch die hohen Fenster des Sitzungssaales als bestimmendes Architekturmotiv einsetzt, wird als schlicht-elegant bezeichnet.
Im Erdgeschoss befanden sich die Gemeindekasse, die Giro- und Sparkasse, das Standesamt und die Polizeiwache, im 1. Obergeschoss befanden sich der Sitzungssaal (der auch von der Dimension her einen Teil des Dachgeschosses mit umfasste) mit dem Zuhörerbereich und das Dienstzimmer des Bürgermeisters, im Dachgeschoss wurden zwei Beamtenwohnungen eingebaut.
Eine Herausforderung für die Handwerker war das Sitzungszimmer, das nach dem Willen des Architekten Metzler im damals modernen Stil des Art déco, des Nachfolgers des Jugendstils, entstehen sollte. Dies konnte dank der hohen fachlichen Qualität der beteiligten Firmen nicht nur umgesetzt werden, dieser öffentliche Raum ist auch heute noch (nach neuneinhalb Jahrzehnten und verschiedenen Gesellschaftssystemen) authentisch im Stil der späten 1920er Jahre erlebbar.
Das inzwischen denkmalgeschützte Gebäude wurde 2011 vor allem im Inneren fachgerecht saniert und dient seit 1999 als Verwaltungsstelle der Ortschaft Weixdorf sowie seit 1. Januar 2014 auch als die der Ortschaften Langebrück und Schönborn der Stadt Dresden.